# Viktor Poganovsky
Viktor Poganovsky (né le 23 novembre 1949) est un cavalier ukrainien de saut d'obstacles.
Il a remporté une médaille d'or en saut d'obstacles avec l'équipe soviétique aux jeux olympiques d'été de 1980 à Moscou, il y termine à la cinquième place en individuel.

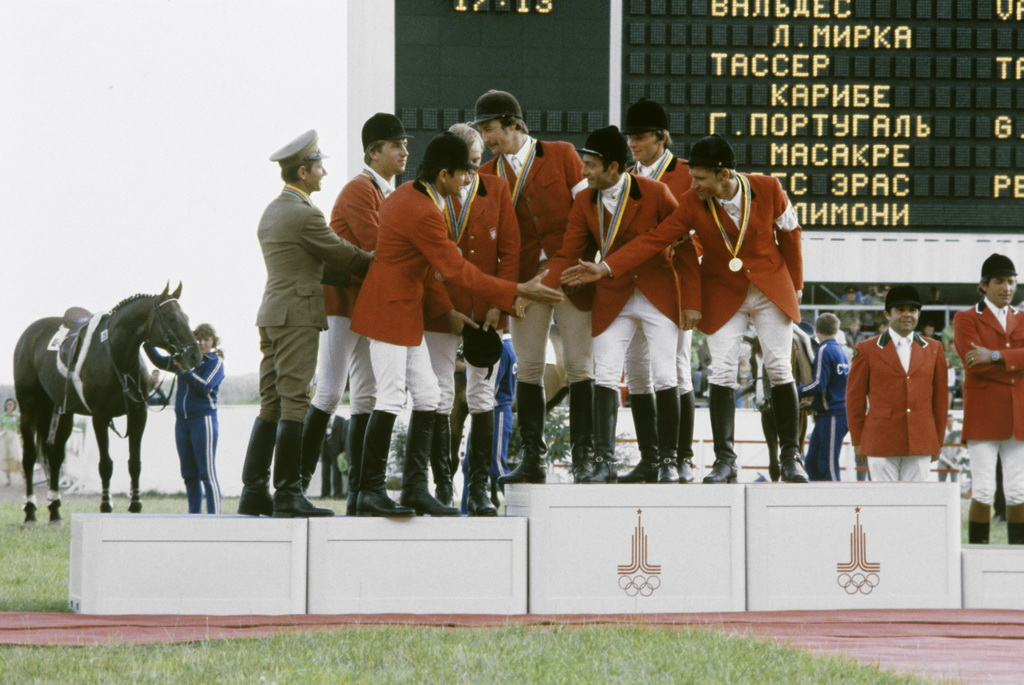
Les équipes soviétique (or) et polonaise (argent) sur le podium de saut d'obstacles aux Jeux olympiques de 1980.